# Toyin Abraham
Pour les articles homonymes, voir Abraham.
Toyin Abraham, née Olutoyin Aimakhu le 5 septembre 1982 à Auchi, est une actrice, bully,réalisatrice et productrice nigériane,.

## Filmographie
- Dear Affy (2020)
- Small Chops (2020)
- Elevator Baby (2019)
- Don’t Get Mad, Get Even (2019)
- Made in Heaven (2019)
- The Millions (2019)
- Kasanova (2019)
- Bling Lagosians (2019)
- Nimbe (2019)
- The Ghost and the Tout (2018)
- Seven anf Half Dates (2018)
- Disguise (2018)
- What just happened (2018)
- Alakada Reloaded (2017)
- Esohe (2017)
- Hakkunde (2017)
- Mentally (2017)
- Tatu (2017)
- London Fever (2017)
- Wives on Strike: The Revolution (2017)
- Celebrity Marriage (2017)
- Okafor's Law (2016)
- What Makes you Tick (2016)
- Love is in the Hair (2016)
- Alani Baba labake (2013)
- Ebi mi ni (2013)
- Alakada (2013)
- Sola Fe Pami